# 육군사관학교 화랑대교당

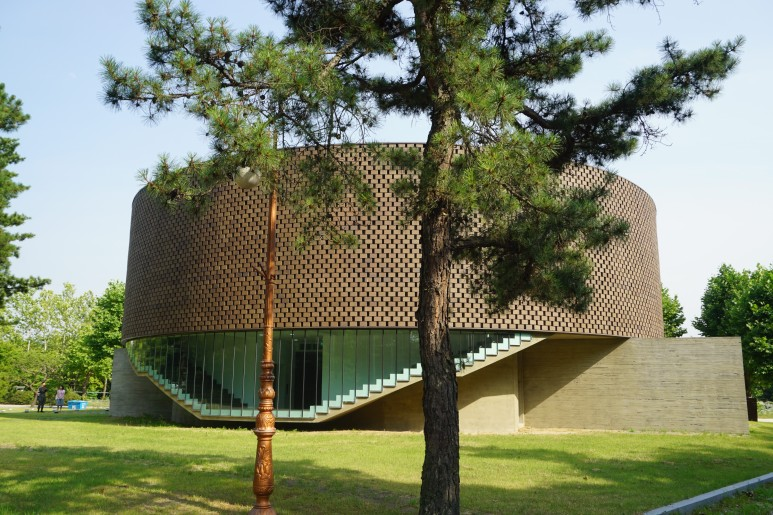
육군사관학교에 위치한 화랑대교당 건물

육군사관학교 원불교 화랑대교당(Korea Military Academy Hwarangdae Won-Buddhist Temple) 원불교 신자 및 장병들의 신앙생활을 위해 2016년 지어진 육군사관학교의 종교 시설이며 교무실, 집무실, 카페, 학년별 단회실, 개인 기도실, 대각전 등으로 이루어져 있다.

## 역사
육군사관학교 원불교 종교행사는 2010년 8월부터 시작하였다. 종교행사에 참여 하는 인원의 증가로 강의실과 세미나실, 강당 등으로 장소를 변경하여 행사를 진 행하던 중 2014년 7월 11일 초대 원불교 군종장교 조경대 교무가 부임하여 교당 건립을 위한 준비를 본격적으로 추진하였다. 육사회관에서 정비대 생활관을 따 라 좌측에 자리한 원불교 화랑대교당은 2015년 6월 29일 착공하여 2016년 1월 7 일에 준공하였다. 원불교 군종교구는 유 명 건축가들의 공모와 설계 설명회를 통해 양수인 건축가의 작품을 선정하고, 원불교 경영인회 회장을 역임한 요진건설산업(주) 최준명 회장이 신축 공사비 27억 원을 전액 기부하여 신축되었다.

## 교무
| 이름   | 임기      |
| ------ | --------- |
| 조경대 | 2014~2019 |
| 최성남 | 2019~현재 |

## 시설
교당은 연면적 934.91m2, 지상 2층의 철근콘크리트 건물로 원불교 주요 교리인 사은 사요(四恩四要)를 형상화하였다.

### 세미나실
세미나실은 학년별 단회실로 활용할 수 있는 공간이다. 총 4개의 공간으로 이뤄진 세미나실은 나무무늬가 새겨진 콘크리트 벽면으로 마감했다.

### 기도실

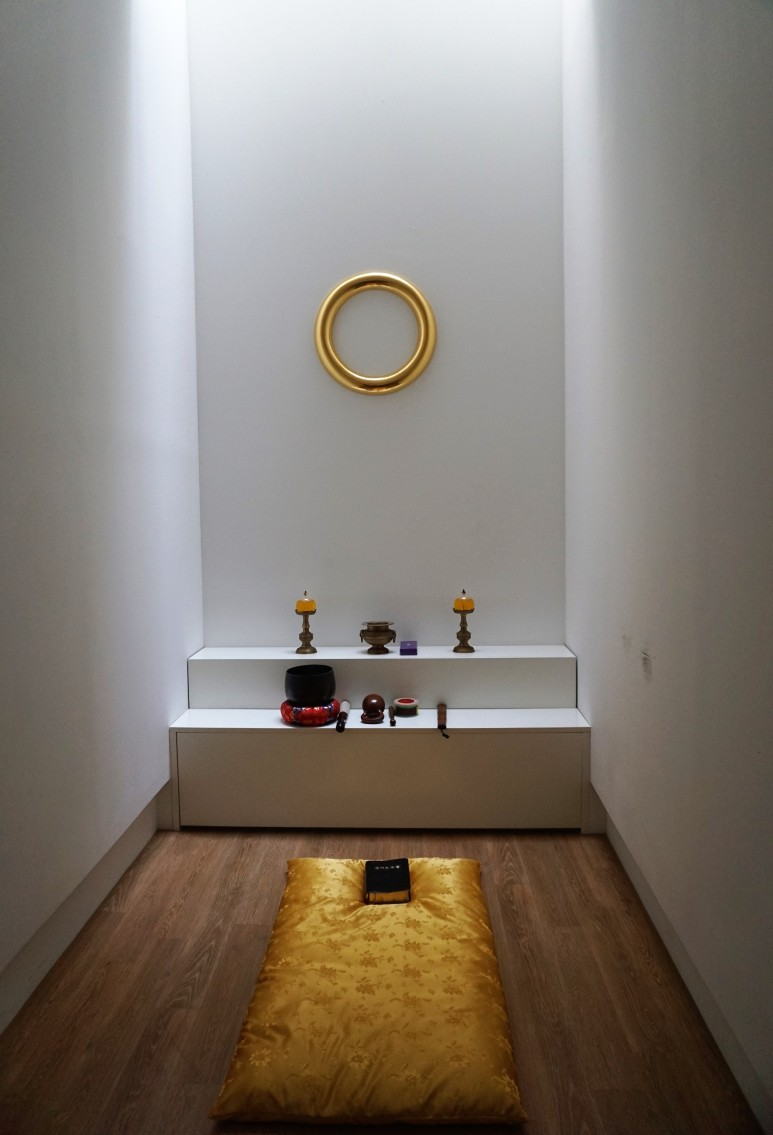
화랑대교당에 있는 개인 기도실이다.

단회실 사이에는 학년별 기도실을 따로 마련해 둬 위계질서가 명확한 생도들의 사생활을 보호하는 데 주력했다. 대각전과 법당은 개방된 곳이고, 넓은 공간이다 보니 혼자 기도할 수 있는 곳이 필요해 설계하였다. 조경원 군종장교(교무)는 "개별 기도실 공간 마련은 희사주인 요진그룹 최준명 회장의 아이디어로 기숙생활을 하는 생도들이 마음의 안식을 얻도록 설계했다"며 "생도들이 언제든지 기도하고 선을 할 수 있도록 배려했다"고 말했다.

### 사무동
사무동은 건물 가운데 공간에 위치해 교당의 기둥 역할을 하는 곳이다.

### 교무생활관
교무생활관은 교무실(사무)과 숙소로 구성되어있다. 생활관 앞에는 테라스를 둬 생도들의 상담과 휴게공간으로 활용할 수 있도록 했다. 테라스는 각 학년별 단회실 사이에도 둬 생도 선후배간 소통의 공간으로, 또는 교당스테이 때는 야영공간으로 활용한다.
1. 1 2 3 4  “생도 친화적 교당 건축 돋보여”. 2015년 10월 14일. 2020년 10월 25일에 확인함.

## 종교 행사
원불교의 종교행사로는 일요일 오전예회와 수요일 저녁예회가 있고, 매일 아침좌선과 저녁염불이 있다.

### 경절행사

#### 신정절
원불교 사대명절의 하나로, 1월 1일 법신불과 스승님께 세배를 올리고, 동지간에 인사를 교환하며,
지나간 한 해를 결산하고 새 해의 계획을 세우며, 희망찬 앞날을 기원하는 날이다. 신정절의 기념식으로는 타종식과 기도식이 있는데,1월 1일 새벽 5시 원불교중앙총부에서 진행한다.
신정절 기념식은 1월 1일 원불교 각 교당 및 기관에서 진행한다.

#### 대각개교절

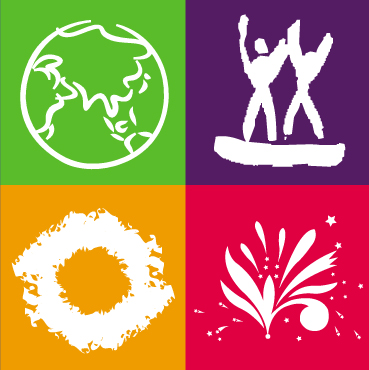
원불교의 대각개교절의 상징 앰블렘이다.

대각개교절에서 대각이란 진리를 크게 깨닫는 것이고, 개교란 종교의 문을 열었다는 뜻이다. 원불교 교조인 소태산 대종사가 진리를 깨닫고, 원불교를 창시한날(1916.4.28)을 기념하는 날이며 원불교의 가장 큰 경축일이다. 원불교는 소태산 대종사의 탄생일보다 대각일을 제1의 경축일로 하고, 탄생기념까지 겸하고 있다. 원불교는 4월 1일부터 5월 5일까지 대각개교 경축기간으로 정하고, 특별법회·사상강연회·성지순례·예술제·체육대회 등 각종 경축행사를 거행하며, 각종 사회 봉공활동을 펼치는 등 대각과 개교의 의의를 원불교 교단뿐만 아니라 인류사회가 공유할 수 있는 행사와 사업(은혜잔치, 법잔치, 놀이잔치)을 전개한다. 또한, 공동생일을 겸하게 한 것은 육신의 태어남과는 다른 차원에서, 곧 원불교에 입교함으로써 교법정신으로 다시 태어남을 의미하는 정신의 생일을 상징하여 공동생일로서 축하한다.

#### 법인절
원불교의 4대 경절의 하나로 8월21일 구인제자가 백지혈인의 법인성사로써 법계의 인증을 얻은 것을 경축하는 경절이다.
법인절 기념식은 매년 8월 21일 원불교중앙총부 반백년기념관에서 진행하고 있다.

#### 석존성탄절
석존은 인도의 서가모니 부처님을 존숭하여 부르는 말로서, 석존성탄절은 서가모니 부처가 음력 4월 8일에 탄생한 일을 축하하고 기리는 날이다.
원불교에서는 교조인 소태산 대종사가 불교의 서가모니 부처를 연원불(淵源佛)로 모시고 부처님 법과 깊은 인연이 있음을 밝히면서, 이에 서가모니 부처의 탄생을 함께 축하한다.

#### 육일대재
원불교의 이재(二齎)중 하나로 소태산 대종사의 열반을 기념하는 날이며 소태산 대종사를 비롯하여 일체생령들을 추모하는 향례이다.
대재는 소태산 대종사 이하 원불교의 모든 조상 및 인류 역사상의 모든 성현과 일체 생령을 길이 추모하여 정례로 합동 향례를 올리는 것이다.

#### 명절대재
원불교의 대재는 육일대재(6월 1일)와 명절대재(12월 1일)로서 매년 두 차례 봉행하나, 명절대재는 형편에 따라 12월 1일 전후 가까운 예회일에 거행할 수 있다.
명절대재는 육일대재와 다름없이 소태산 대종사를 위시한 역대 선령열위를 영모전에 공동향례하여, 모든 교도들이 보은하는 마음을 이에 합하고, 정성을 바치며, 위의를 이에 갖춤으로써 법계향화(法系香火)가 한 없는 세월에 길이 유전하게 하자는 의미를 가지고 있다.

#### 성지순례
군종생도와 군종병을 대상으로 하는 성지 순례가 있다.
- 《2020 육군사관학교 요람》 (PDF). 2020년. 184쪽. 2020년 10월 30일에 원본 문서 (PDF)에서 보존된 문서. 2020년 11월 3일에 확인함.

1. 1 2 3 4 5 6  “원불교소개”. 《원불교소개》. 2020년 10월 21일에 원본 문서에서 보존된 문서.